# Catalina Soto
Catalina Anais Soto Campos (* 8. April 2001 in Curicó) ist eine chilenische Radsportlerin, die Rennen auf Bahn und Straße bestreitet. Sie ist die erste Chilenin, die eine Medaille bei Radsportweltmeisterschaften gewann.

## Sportlicher Werdegang
Catalina Soto kam zum Radsport, nachdem sie an einer Radsportveranstaltung in Santiago de Chile mit tausenden Teilnehmern über gesperrte Straßen teilgenommen hatte; damals war sie etwa elf Jahre alt. Daraufhin besuchte sie die dortige Radrennbahn und beschloss, es gleichaltrigen Mädchen, die sie beobachtete, gleichzutun. Seit etwa 2015 lebt sie mit ihrer Familie in Melbourne, wo ihre Eltern studiert hatten und Arbeit fanden. Ihre Mutter ist als Umweltanwältin tätig ist (Stand 2020). Sie bekam Kontakt zum Brunswick Cycling Club, zu dem unter anderen auch die australische Straßenmeisterin Sarah Gigante gehört, und trainiert auf der dortigen Radrennbahn.
2018 belegte Catalina Soto bei den Junioren-Bahnweltmeisterschaften Rang vier im Omnium. Im Jahr darauf wurde sie zweifache chilenische Junioren-Meisterin, im Straßenrennen und im Einzelzeitfahren. Sie startete bei den Junioren-Bahnweltmeisterschaften in Frankfurt (Oder) und errang im Scratch die Silbermedaille. In diesem Jahr lebte sie im schweizerischen Aigle und trainierte am dortigen World Cycling Centre des Weltradsportverbandes UCI.
2020 startete Soto bei den Straßenweltmeisterschaften in Imola und belegte im Einzelzeitfahren der Elite Platz 38. Für 2021 erhielt sie einen Vertrag beim niederländischen Team NXTG Racing. Im selben Jahr wurde sie für die Teilnahme an den Olympischen Spielen in Tokio nominiert, um dort im Straßenrennen zu starten, das sie aber nicht beenden konnte. Im Dezember des Jahres belegte sie im U23-Straßenrennen der panamerikanischen Juniorenspiele (2021 Junior Pan American Games) Rang vier. 2022 wurde sie chilenische Meisterin im Einzelzeitfahren.
Bei den Panamerika-Meisterschaften gewann Soto dreimal in Folge Medaillen im Straßenrennen; 2022 war sie Zweite, 2023 und 2024 Dritte. Als beste Chilenin bei den Panamerika-Meisterschaften 2024 wurde sie ausgewählt, ihr Land im olympischen Straßenrennen zu vertreten. Dieses Auswahlkriterium, das der chilenische Verband zuvor festgelegt hatte, war von Sotos Konkurrentin Aranza Villalón vor Gericht angefochten worden, die den Startplatz aufgrund ihrer besseren Weltranglisten-Platzierung für sich beanspruchte. Obwohl die Qualifikationsregeln einen solchen Automatismus nicht vorsehen, erhielt Villalón in erster Instanz Recht, der chilenische Verband blieb jedoch bei seiner Entscheidung. Soto belegte letztlich den 60. Platz.
Seit der Saison 2024 ist Soto Mitglied im Team Laboral Kutxa-Fundación Euskadi, das ab 2025 als UCI Women’s ProTeam lizenziert wurde. Ihr bisher bestes Ergebnis mit dem Team war der zweite Platz beim Pionera Race 2024. 2025 sicherte sie sich den nationalen Titel sowohl im Straßenrennen als auch im Einzelzeitfahren.

## Erfolge

### Bahn
2019
- Junioren-Weltmeisterschaft – Scratch

2021
- Panamerikanische Jugendspiele – Madison (mit Scarlet Cortes), Mannschaftsverfolgung (mit Scarlet Cortes, Khamila Sepúlveda und Nya Mansilla)

2022
- Chilenische Meisterin – Omnium

2023
- Panamerikaspiele – Omnium

### Straße
2019
- Chilenische Junioren-Meisterin – Straßenrennen, Einzelzeitfahren

2022
- Panamerikameisterschaft – Straßenrennen
- Chilenische Meisterin – Einzelzeitfahren

2023
- Panamerikameisterschaft – Straßenrennen

2024
- Panamerikameisterschaft – Straßenrennen

2025
- Chilenische Meisterin – Straßenrennen und Einzelzeitfahren